# Grand Theft Auto (serijal)
Grand Theft Auto (GTA) je akcijski serijal videoigara koji je osmislio David Jones, a kasnije igre su dizajnirali Dan Houser i Sam Houser te Zachary Clarke. Proizvođač igre je Rockstar North, prije zvani DMA Design, dok je izdavač Rockstar Games. Naziv serijala, grand theft auto, potekao je iz naziva za zločin krađe automobila koji se koristi u zakonu SAD-a.
Igra sadrži mješavinu akcijskih, avanturističkih i trkaćih igara te elemente tzv. „RPG” i „kradomičnih” videoigara. Igra je postala kontroverzna zbog svojeg nasilnog sadržaja i sadržaja za odrasle. Serijal se temelji na različitim likovima koji pokušavaju promaknuti kriminal u svijetu, a motivi im se mijenjaju kroz igre. Antagonisti u igri su najčešće oni likovi koji su izdali glavnoga lika ili njegove suradnike/bandu te oni likovi koji su imali najveći utjecaj na sprječavanje glavnih likova u izvršenju njihovih ciljeva.
Prva igra iz GTA serijala je Grand Theft Auto (1997.), a do danas je proizvedeno jedanaest igara (uključujući pet glavnih naslova), dvije ekspanzije za Grand Theft Auto (Grand Theft Auto: London 1969 i Grand Theft Auto: London 1961) i dvije ekspanzije za Grand Theft Auto IV. Glasove su likovima u serijalu, među ostalima, dali: Michael Madsen, Burt Reynolds, Dennis Hopper, Gary Busey, Samuel L. Jackson, Chris Penn, James Woods, Joe Pantoliano, Frank Vincent, Robert Loggia, Kyle MacLachlan, Peter Fonda i Ray Liotta.

## Igre
Grand Theft Auto serijal ima pet glavnih naslova. Ostali naslovi tipično spadaju u pojedina razdoblja serijala. Svaki glavni naslov predstavlja jedno razdoblje, a uz njega u razdoblje spadaju i manji naslovi koji su izašli na tržište nedugo nakon glavne igre. Najuspješnije (po broju prodanih primjeraka) je razdoblje GTA III u koje spadaju GTA III, GTA: Vice City, GTA: San Andreas, GTA Advance, GTA: Liberty City Stories i GTA: Vice City Stories.

### Grand Theft Auto
Prva glavna igra, Grand Theft Auto, izdana je 1997. godine za Windows računala te PlayStation kućnu konzolu, kao i za Game Boy Color ručnu konzolu. Igra je u jednom trenu bila dostupna besplatno na službenim internetskim stranicama proizvođača. Naknadno su izdane i dvije ekspanzije:
- Grand Theft Auto: London 1969 (1999.), ekspanzija za igru čija je radnja smještena u Londonu 1969. godine. Ekspanzija je dostupna na PlayStationu i Windows računalima.
- Grand Theft Auto: London 1961 (1999.), još jedna ekspanzija čija je radnja smještena u Londonu 1961. godine. Ekspanzija je dostupna na Windows računalima.

### Grand Theft Auto 2
Igra Grand Theft Auto 2 izdana je 1999. godine za Windows računala te PlayStation i Dreamcast kućne konzole. Radnja je smještena u budućnosti, a od prošlog se nastavka u serijalu razlikuje poboljšanom grafikom i malo drugačijim tijekom igre temeljenim na igračevim odnosima prema različitim kriminalnim organizacijama. Igra je proizvedena i za Game Boy Color, ali s određenim ograničenjima.

### Grand Theft Auto III
Radnja trećeg nastavka u serijalu je smještena u izmišljenom gradu Liberty Cityju, a inspiracija za mjesto radnje bio je New York City u SAD-u, iako sadrži i nekoliko elemenata drugih američkih gradova. Igra je izdana 22. listopada 2001. godine i uvela je velik broj noviteta. Jedna od većih promjena je ta da igra više nije prikazana kroz ptičju perspektivu, već je uvedena perspektiva trećeg lica. Način igranja se isto promijenio. Za razliku od tradicionalnog sukoba s glavnim antagonistom na kraju razine i prelaska na iduću, Grand Theft Auto III pokušao je uvesti slobodniji, manje linearan tijek igre te otvorenije mogućnosti. Iako je multiplayer opcija (tj. zajednička igra) bila izbačena, kasnije je dodana pod nazivom „Party Mode”. Grand Theft Auto III se iskazao poboljšanim tijekom radnje te uvođenjem razgovora likova (koji su u prijašnjim igrama postojali samo u kratkim animiranim scenama između razina). Crpila je inspiraciju iz poznatih filmova kao što su Lice s ožiljkom i Dobri Momci te iz TV serije Obitelj Soprano. Igra je ostvarila dobru prodaju i veliki uspjeh te postala najprodavanija igra cijelog serijala. Unatoč tome, bila je podložna značajnim kritikama javnosti zbog nasilja i eksplicitnih scena.
Druge popularne igre ovog razdoblja serijala su:
- Grand Theft Auto: Vice City (2002.); radnja je smještena u izmišljenom gradu Vice Cityju u 1986. godini. Inspiracije za ovu igru dolaze iz filmova Lice s ožiljkom i Carlitov način te popularne TV serije Proroci Miamija. Priča se primarno temelji na događajima iz Lica s ožiljkom, što se može uvidjeti iz oponašanja popularne scene iz tog filma (konačan obračun u vili).
- Grand Theft Auto: San Andreas (2004.); radnja je smještena u izmišljenoj saveznoj državi San Andreas u 1992. godini. Inspiracija za igru bili su filmovi Žestoki momci i Opasni po društvo te rap kultura zapada SAD-a. Rap inspiracija ovoj igri dolazi od popularnog glazbenog sastava N.W.A. Igra je uvela mogućnost odijevanja glavnoga lika (dostupna je različita obuća, tetovaže i frizure) i mogućnost plivanja i ronjenja. I ova je igra bila podložna veoma glasnim kritikama javnosti zbog modifikacije koja je omogućavala igraču učestvovanje u kupnji droge i drugim eksplicitnim radnjama (Hot Coffee mod). Rezultatom toga, igra je povučena iz prodaje kako bi se dobna oznaka ESRB-a, „M” (Mature ili neprikladno za mlađe od 18 godina, što nije izričito zabranilo prodaju maloljetnicima), promijenila u oznaku „AO” (Adults only, isključivo za odrasle) koja zabranjuje prodaju igre maloljetnoj djeci.
- Grand Theft Auto Advance (2004.); ekspanzija igre Grand Theft Auto III izvorno osmišljena kao verzija prilagođena za Game Boy Advance ručnu konzolu, no koja je završila kao zasebna igra čija je radnja smještena godinu dana prije događaja radnje Grand Theft Auta III.
- Grand Theft Auto: Liberty City Stories (2005.); ekspanzija igre Grand Theft Auto III stvorena za PlayStation Portable konzolu. Radnja je smještena u gradu Liberty City u 1998. godini. PlayStation 2 verzija je izašla 2006. godine.
- Grand Theft Auto: Vice City Stories (2006.); ekspanzija igre Grand Theft Auto: Vice City stvorena za PlayStation Portable konzolu. Radnja je smještena u gradu Vice Cityju u 1984. godini. PlayStation 2 verzija je izašla 2007. godine.

### Grand Theft Auto IV
Grand Theft Auto IV je izdan 29. travnja 2008. (nakon šestomjesečne odgode) za PlayStation 3 i Xbox 360 igraće konzole. Verzija za Windows računala izdana je 2. prosinca 2008. Mehanizam igre (tzv. engine) promijenjen je na Rockstar Advanced Game Engine (RAGE) i Euphoria physics engine. Radnja igre i ovdje se odvija u izmišljenom gradu Liberty Cityju, no GTA IV pokušao je ostvariti vjerodostojniju parodiju New Yorka u odnosu na prijašnje nastavke.
- Grand Theft Auto IV: The Lost and Damned je prva epizodna ekspanzija, izdana 17. veljače 2009. godine za Xbox 360, a za druge dvije platforme izašla je tijekom 2010. godine. Microsoft ju je službeno najavio kao „strateški savez” Rockstar Gamesa i Xbox Livea. Ova ekspanzija dodaje nove elemente igre poput kartanja, igranja biljara i sl. s ostalim članovima bande te davanjem počasti poginulim bajkerima. Glavni lik igre je Jonathan Johnny Klebitz, potpredsjednik motociklističke bande imena „The Lost”.
- Grand Theft Auto IV: The Ballad of Gay Tony druga je epizodna ekspanzija igre,[8] a izdana je 29. listopada 2009. godine za Xbox 360, dok je za ostale dvije platforme izdana 2010. godine. Kao i The Lost and Damned, donosi neke nove elemente u igri poput korištenja padobrana i pristupa noćnim klubovima. Glavni lik je Luis Fernando Lopez, tjelohranitelj i osobni asistent Gay Tonyja iz naslova igrice, koji radi i kao zaštitar u njegovom noćnom klubu.
- Grand Theft Auto: Chinatown Wars je treća po redu ekspanzija GTA IV. Prva je Grand Theft Auto videoigra izdana za Nintendo DS, a najavljena je na Nintendovoj E3 konferenciji za novinare 15. srpnja 2008. godine. Ova igra ima nekoliko novih mogućnosti, poput mini-igara s ekranom na dodir. Igra je u prodaju izašla 17. ožujka 2009. u SAD-u te 30. ožujka 2009. u Australiji i Europi. PEGI (ocjenjivači u Europi) su igri dali dobnu oznaku „18”, a ESRB (Sjeverna Amerika) joj je dodijelio dobnu oznaku „M”. Inačica za PlayStation Portable puštena je u prodaju 20. listopada 2009.[9]

### Grand Theft Auto V
Grand Theft Auto V izašao je 17. rujna 2013. godine. Radnja se odvija u izmišljenom gradu Los Santosu, po uzoru na Los Angeles, i izmišljenom okrugu Blaine Countyju. Prvi put se pojavljuje mogućnost igranja tri različita lika (Michael, Franklin i Trevor), a grafika i kvaliteta slike dosegla je dotadašnji vrhunac u serijala. Igra je najprije izašla za PlayStation 3 i Xbox 360 konzole, u jesen 2014. izašla je za PlayStation 4 i Xbox One, za Windows računala 14. travnja 2015., a za Playstation 5 i Xbox Series X/S u ožujku 2022. godine. Verzija iz 2014. godine uvela je igranje u prvom licu (igrač vidi svijet iz perspektive lika), novu glazbu i poboljšanu grafiku u odnosu na onu u Xbox 360 i PlayStation 3 verziji.

### Grand Theft Auto VI
Dana 5. prosinca 2023. na YouTube kanalu proizvođača objavljena je najava šestog nastavka u serijalu u trajanju od 91 sekunde. Najavljeno je da će se radnja ponovno odvijati u gradu Vice Cityju. Puštanje igre u prodaju najavljeno je za 26. svibnja 2026.

## Mogućnosti
Originalna Grand Theft Auto igra sastoji se od više nivoa smještenih u jednom od tri grada u igri. Na svakom nivou igraču je zadan broj bodova koje treba postići, a da ih sakupi, dostupno mu je pet života. Bodovi predstavljaju novac koji može biti potrošen na razne stvari poput promijene boje auta. Međutim, svaki potrošeni „dolar” se oduzima od bodova, što igrača udaljuje od konačnog cilja. Igrač ima potpunu slobodu u svijetu igre. Može istraživati grad, ubijati i uništavati ili krasti aute i prodavati ih, ali kako bi završio nivo, igrač mora završiti određen broj misija. Čak i u misijama, igrač ima određenu slobodu. Može birati put kojim će se kretati, iako je odredište većinom na predodređenom mjestu. Ovolikom količinom slobode se u to vrijeme nije mogla pohvaliti skoro ni jedna akcijska igra.
Grand Theft Auto III i kasniji nastavci isticali su se kvalitetom priče, glumom posuđenih glasova, radio stanicama sa zabavnim reklamama, talk showovima i popularnom glazbom; predstavljali su američku kulturu. U tom duhu igre teže predstaviti i okruženje američkih gradova dizajnom okoliša, likova te ulica ispunjenih životom i kriminalom.
Grand Theft Auto V prva je igra u serijalu koja omogućuje izmjenjivanje između 3 glavna lika, što je znatno proširilo načine na koje igra može ispričati radnju kojom se bavi.

## Početci
Originalni Grand Theft Auto bio je napravljen za MS-DOS operativni sustav, a kasnije je prilagođen Microsoft Windowsu, PlayStationu i Game Boy Coloru. Iznenađujuće je to da Game Boy Color inačica igre nije bila skraćena, što je bio velik tehnički napredak s obzirom na veličinu gradova te prenošenje igre s računala dio po dio. Grand Theft Auto za Game Boy Color završen je kao mnogo veća igra od bilo koje druge igre za tu ručnu konzolu. Ciljajući mlađu dobnu skupinu, igra je bila naveliko cenzurirana s uklonjenim scenama sa psovkama i drugim neprimjerenim sadržajem. Inačica za osobna računala dolazi u nekoliko različitih verzija za DOS i Windows koji koriste jedan set podataka.

## Kontroverze
Igra je, zbog svojih temelja u nasilju, pokrenula veliki niz kontroverzi, no smatra se da je namjerno napravljena takvom te da je uz to prva igra koja je izdana s namjerom uzburkivanja javnosti. Tvrtka Take-Two Interactive, vlasnička tvrtka Rockstar Gamesa, unajmila je publicista Maxa Clifforda da pokrene niz kontroverzi u javnosti, a rezultat toga bila je čak i svađa između političara. Unatoč značajnim pokušajima cenzure, javnost je na igru reagirala pozitivno. Bila je iznimno uspješna zbog pokušaja da se makne iz prodaje koji su samo pridodavali broju onih koji su je željeli isprobati. Taj je fenomen bio dobro poznat još od izlaska igara kao što su Doom i Mortal Kombat, kao i književnih djela prije nastanka igara.

## Lokacije
Tri grada u igrama su osmišljena po uzoru na stvarne gradove: Liberty City (GTA III, GTA: Liberty City Stories i GTA IV) je temeljen na New Yorku, Vice City (GTA: Vice City i GTA: Vice City Stories) na Miamiju i San Andreas (GTA: San Andreas) na državama Kaliforniji i Nevadi. Radnja GTA V se odvija u izmišljenom gradu Los Santos koji je dizajniran po uzoru na Los Angeles i okolnom području (Blaine County).

## Vanjske poveznice
- Službena stranica
- Grand Theft Auto serijal kod MobyGames-a
- Grand Theft Auto serijal  Arhivirana inačica izvorne stranice od 26. srpnja 2009. (Wayback Machine) kod Open Directory Project-a
- Grand Theft Auto članak na Grand Theft Wiki